# Ouragan de Terre-Neuve de 1775
L'ouragan de Terre-neuve de 1775, ou ouragan de l'Indépendance pour les Américains (en anglais : Independence Hurricane), est un cyclone tropical de l'Atlantique nord qui frappa la colonie britannique de Terre-Neuve en septembre 1775. Les autorités estimèrent à plus de 4 000 le nombre de victimes, ce qui le place au 8e rang des ouragans atlantiques les plus meurtriers.

## Impacts

### Caroline du Nord et Virginie
Le 29 août 1775, un ouragan frappe les Outer Banks, la partie la plus orientale de la Caroline du Nord, et s'oriente ensuite vers le nord-est pour affecter cet État et la Virginie jusqu'au 2 septembre. Au moins 163 personnes perdirent la vie dans ces États
Une lettre de New Bern, en Caroline du Nord, relate : « Nous avons eu un violent ouragan… qui laissa de grands dommages ici, à Bar et Matamuskeet, près de 150 vies furent perdues à Bar et 15 autour de Matamuskeet ».
Le 9 septembre, l'édition du Virginia Gazette écrivait : « Les rapports alarmants sur les dommages causés par la pluie de la semaine dernière sont nombreux : la plupart des digues de moulins ont été brisées, les champs de maïs sont renversés et le foin détruit ; plusieurs navires ont été poussés vers le large et endommagés à Norfolk, Hampton et York. Sous la forte pluie et les vents de la tempête qui passa samedi et continua toute la nuit, le navire de ligne Mercury fut poussé au large de Norfolk et fut pris sur un haut-fond. »

### Terre-Neuve
Une tempête frappe Terre-Neuve le 9 septembre. Il n'est pas certain que ce soit le restant de l'ouragan qui frappe la côte américaine, presque une semaine avant, mais cela est probable. Cette tempête, qui passe sur les Grands Bancs de Terre-Neuve, est la première recensée officiellement dans le Canada Atlantique et la plus meurtrière de l'histoire du Canada.
Le gouverneur colonial Robert Duff rapporte qu'elle causa de très grands dommages à la flotte de pêche par ses vents violents. Un grand nombre de bateaux et leurs équipages furent perdus en mer et plusieurs navires s'échouèrent.
On dénombra 4 000 marins, surtout d'Angleterre et d'Irlande, noyés dans la tempête,. L'onde de tempête qui atteignit la côte avait localement de 6 à 10 mètres. Les pertes incluent deux goélettes armées de la Royal Navy, qui patrouillaient les Grands Bancs pour assurer le respect des droits de pêche britanniques. Heureusement pour la Royal Navy, seulement deux des marins de ces navires périrent.
Presque tous les rapports d’ouragans d’avant 1775 ainsi que le détail des victimes, sont perdus. C’est surtout grâce au rapport de Duff envoyé à ses supérieurs en Angleterre que nous connaissons le récit de la Grande tempête de Terre-Neuve.